# ناحیه عین قشره
ناحیه عین قشره (به عربی: دائرة عین قشرة) یک ناحیه در الجزایر است که در استان سکیکده واقع شده‌است. ناحیه عین قشره ۲۱۳٫۲۱ کیلومتر مربع مساحت و ۲۶٬۰۹۳ نفر جمعیت دارد.